# Négyzetes piramisszámok

A negyedik piramisszám a 30, mert 1+4+9+16=30

Piramisszámnak vagy négyzetes piramisszámnak (vagy n-edik piramisszámnak) nevezzük az első n darab pozitív egész szám négyzetösszegét, más szóval az első n négyzetszám összegét.
Az elnevezést a fogalom geometriai jelentése motiválja, mert pontosan piramisszám számosságú gömbből lehet olyan piramist építeni, melynek alapja {\displaystyle n\times n} méretű négyzet.

## Képletek
Az n-edik piramisszám formális definíciója a következő:
{\displaystyle P_{n}=1^{2}+2^{2}+3^{2}+4^{2}+\cdots +n^{2}}
amely a tömörebben is kifejezhető a Σ szimbólummal:
{\displaystyle P_{n}=\sum _{i=1}^{n}i^{2}}
Nem csak összegként, hanem zárt alakban is kifejezhető:
{\displaystyle P_{n}={\frac {n(n+1)(2n+1)}{6}}}

## Tulajdonságok
A piramisszámok kapcsolatban állnak a binomiális együtthatókkal is a következőképpen:
{\displaystyle P_{n}={{n+2} \choose 3}+{{n+1} \choose 3}}
Az 1-en kívül csak egy olyan szám van, amely egyben piramisszám és négyzetszám is, és ez a szám a 4900, amely a 70. négyzetszám és a 24. piramisszám. Ezt a tényt G. N. Watsonnak sikerült belátnia 1918-ban.
A négyzetes piramisszámok generátorfüggvénye:
{\displaystyle {\frac {1+z}{(1-z)^{4}}}.}

## Az első néhány
Az első néhány piramisszám a következő:
1, 5, 14, 30, 55, 91, 140, 204, 285, 385, 506, 650, 819, … (A000330 sorozat az OEIS-ben)